# Etruria
Etruria – a latin és görög forrásokban általában Tyrrheniaként hivatkoznak rá – az etruszkok települési területe volt a mai Olaszország középső részén, a mai Toszkána, Lazio és Umbria területén. A Római Birodalom felemelkedése előtt a legfejlettebb civilizáció volt a Appennini-félszigeten. Területe magába foglalta a Pó folyó völgyét és délre húzodott egészen a dél-olaszországi görög kolóniákig.
Az etruszk királyok 100 éven keresztül uralták Rómát egészen Kr. e. 509-ig, amikor az utolsó etruszk király, Lucius Tarquinius Superbus hatalma megdőlt és megalakult a Római Köztársaság. Az etruszkok idején fejlődött Róma egy kis faluból várossá. Ők építették az első utakat Róma városában, a Via Sacra-t, valamint templomokat, házakat, piacokat.
Az etruszk civilizáció hozta be a görög kultúrát Rómában, többek közt a tizenkét olümposzi istent, az olíva és a szőlő termesztését, valamint a latin ábécét (a görök ábécéjéből adaptálva).
A klasszikus Etruria név a 19. század elején egy rövid időre újra felelevenedett Etruriai Köztársaság, majd Etruriai Királyság néven. Ezeket a csatlós államalakulatokat I. Napóleon francia császár a Toszkánai Nagyhercegség területén hozta létre 1801–1807 között.

## Kapcsolódó szócikk
- Etruszk művészet